# Vanlier Ndam Gérard Michel
Vanlier Ndam Gérard Michel, né le 10 janvier 1982 à Dschang, est un judoka et pratiquant de sambo camerounais spécialisé en sambo de combat dans la catégorie des moins de 98 kg. Il est médaillé d'or de Sambo de plage hommes lors des Championnats d'Afrique de sambo 2022 à Yaoundé.

## Carrière sportive

### Championnats du monde de sambo
Vanlier Ndam Gérard Michel défend les couleurs du Cameroun lors des Championnats du monde de sambo 2020 en Serbie à Novi Sad. Il acquiert de l'expérience mais ne remporte pas de médaille lors de cette édition-là dans la catégorie Hommes 100Kg. Toutefois, le Cameroun décroche une médaille d'or grâce à son compatriote Seidou Nji Mouluh. Vanlier Ndam se rattrape lors des Championnats du monde de sambo 2021 à Tachkent en Ouzbékistan. Il obtient la médaille de bronze.

### Championnats d'Afrique de sambo
En 2022, lors  des Championnats d'Afrique de sambo 2022  tenu au Palais polyvalent des Sports de Yaoundé  au Cameroun, Vanlier Ndam Gérard Michel  décroche sa première médaille d'or dans la catégorie Sambo de plage hommes +88Kg face à l’Égyptien Khaled Zaki, champion du continent en combat de sambo poids lourd ,.
En mai 2023, lors des Championnats d'Afrique de sambo 2023 à Casablanca au Maroc, dans la catégorie Sambo hommes 98Kg, il remporte une médaille d'argent face à un autre Égyptien, Abdelrhman Asfour.
En juin 2024, c'est Le Caire, capitale du pays des Pharaons, l’Égypte qui accueille les Championnats d'Afrique de sambo 2024. Il monte sur le podium pour recevoir une médaille de bronze aux côtés du Tunisien Amir Kouraichi. L'or revient une nouvelle fois à Abdelrhman Asfour.

### Open International de Sambo de la CEEAC
L'année 2024 est celle qui permet à Vanlier Ndam Gérard Michel de renouer avec le métal le plus précieux. Lors de l'Open International de Sambo de la Communauté Économique des États de l’Afrique Centrale (CEEAC) organisé dans son pays, il fait partie des samboïstes sélectionnés par la Fédération Camerounaise de Sambo (FECASAMBO). Il offre au Cameroun l'une de ses huit médailles d'or lors de la toute première édition de ce tournoi accueillant huit délégations africaines. C'est face au Gabonais Ekomba Tanga que Valier Ndam s'impose.

## Palmarès
| Année | Compétition                                  | Lieu       | Rang |
| ----- | -------------------------------------------- | ---------- | ---- |
| 2021  | Championnats du monde de sambo 2021          | Tachkent   | 3e   |
| 2022  | Championnats d'Afrique de sambo 2022         | Yaoundé    | 1er  |
| 2023  | Championnats d'Afrique de sambo 2023         | Casablanca | 2e   |
| 2024  | Championnats d'Afrique de sambo 2024         | Le Caire   | 3e   |
| 2024  | Open International de Sambo de la CEEAC 2024 | Yaoundé    | 1er  |
| 2025  | Championnats d'Afrique de sambo 2025         | Conakry    | 2e   |